# Solenosmilia
Solenosmilia is een geslacht van neteldieren uit de klasse van de Anthozoa (bloemdieren).

## Soorten
- Solenosmilia australis Cairns & Polonio, 2013
- Solenosmilia variabilis Duncan, 1873